# جوزيف مايرز
جوزيف مايرز (بالإنجليزية: Joseph Myers)‏ هو لاعب كرة قاعدة أمريكي، ولد في 18 مارس 1882 في ويلمنغتون في الولايات المتحدة، وتوفي في 11 فبراير 1956 في ديلاوير سيتي في الولايات المتحدة.

## وصلات خارجية
- جوزيف مايرز على موقعبيزبول رفرنس.كوم (الدوري الرئيسي) (الإنجليزية)
- جوزيف مايرز على موقعبيزبول رفرنس.كوم (الدوري الثانوي) (الإنجليزية)